# Calle de Manuel Cortina
La calle de Manuel Cortina es una vía pública de la ciudad española de Madrid, situada en el barrio de Trafalgar, distrito de Chamberí.

## Descripción
La vía discurre desde la calle de Manuel Silvela hasta la de Santa Engracia, donde entronca con la de Caracas. Honra con el título al abogado y político sevillano Manuel Cortina y Arenzana (1802-1879). Aparece descrita en Las calles de Madrid (1889) de Hilario Peñasco de la Puente y Carlos Cambronero con las siguientes palabras:

Manuel Cortina. Desde la calle de Luchana á la de Santa Engracia. Es de apertura moderna. D. Manuel Cortina y Arenzana nació en Sevilla el 20 de Agosto de 1802. Las notas más salientes de su carácter fueron la consecuencia y la modestia. [...] Prestó grandes servicios como abogado á la reina Cristina [...] La obra maestra de Cortina es la ley Hipotecaria. [...] Falleció en Madrid el 12 de Abril de 1879.
(Peñasco de la Puente y Cambronero, 1889, pp. 313-314)